# Petrus Opmeer
Petrus Opmeer est un humaniste néerlandais de la Renaissance.

## Biographie
Né en 1526 à Amsterdam d’une famille patricienne, il fit ses premières études avec succès sous les yeux de ses parents, et alla les continuer à Louvain. Sa mère le rappela au bout d’un an, et pour le fixer tout à fait, se hâta de le marier. Opmeer, jouissant d’une fortune qui le rendait indépendant, ne cessa pas de se livrer à son gout pour l’étude ; et il s’appliqua successivement à la jurisprudence, à la médecine, à la théologie et à la littérature latine. Quoiqu’il eût plus de quarante ans quand il se mit à étudier le grec, il en acquit en fort peu de temps une connaissance assez étendue. 
Opmeer fut un zélé défenseur de la foi catholique. Sa maison était l’asile des catholiques persécutés par les protestants pendant la révolte des Pays-Bas ; dénoncé à son tour, il se vit obligé de se retirer à Leyde, puis à Delft, où il mourut le 9 novembre 1595.

## Œuvres
Outre un opuscule ascétique en hollandais, qu’il composa pour la consolation de ses compatriotes persécutés, il est l'auteur de :
- Assertio historica de officio Missæ. Opmeer y établit que la messe se célébrait déjà à l’époque des premiers conciles généraux. Cet ouvrage fut attaqué par le théologien protestant Leo Empacius (avant curé d'Oudenburg) ; et Opmeer lui répondit en s’attachant à démontrer l’insuffisance et la mauvaise foi de ses objections. Cette Réponse parut à Anvers, 1570, in-8°.
- Opus chronographicum ab orbe condito continens historiam, icones et elogia summorum pontificum, imperator., regum et viror. illustrium, Anvers, 1611, 2 tomes. Le premier, qui contient la chronique d’Opmeer, finit à l’année 1582 ; le second renferme la continuation de Laurentius Beyerlinck jusqu’à 1611. Ce n’est qu’une compilation assez superficielle ; mais on doit savoir gré à l’auteur d’y avoir rassemblé des notices sur les écrivains les plus célèbres depuis la Renaissance, avec leurs médailles gravées sur bois. La réimpression de Cologne, 1625, in-8°, ne contient pas la suite de Beyerlinck ; mais on y trouve l’Historia martyrum Gorcomensium Hollandiæque.